# Acronicta nubilata
Acronicta nubilata är en fjärilsart som beskrevs av George Francis Hampson 1894. Acronicta nubilata ingår i släktet Acronicta och familjen nattflyn. Inga underarter finns listade i Catalogue of Life.